# Свечной переулок
Свечно́й переу́лок — переулок в Центральном районе Санкт-Петербурга. Проходит от Большой Московской улицы до Лиговского проспекта. Выезд на Большую Московскую улицу перекрыт пешеходной зоной.

## История
В 1730-х годах территория между нынешними Владимирским и Лиговским проспектами была отведена для поселения служащих придворного ведомства. Здесь образовались дворцовые слободы, которые назывались по роду занятий мастеров и служителей. На территории нынешнего Свечного переулка жили мастера, «макавшие свечи», то есть изготовители свечей.
Свечи из белёного воска впервые в России стали изготавливаться здесь. Раньше на Руси свечи делались красного цвета. В Петербурге производство белых свечей наладил Ян Рыцунский, приглашённый Петром Первым.
Первоначально белые свечи не были популярны, так как считалось, что они «сделаны с салом» и потому не могут употребляться в церквях. Такое положение дел заставило Священный Синод принять решение «красного воску свеч во святых церквах не употреблять». Так повсеместно появились свечи из белёного воска.
С 1794 года улица стала переулком, хотя вариант Свечная улица употреблялся вплоть до 1817 года.

## Топонимика
Первоначально — Свечная улица (с 20 августа 1739 года по 1817 год). Название дано по Свечной слободе.

До 1794 года — Свешная улица.

Современное название известно с 1794 года.

До 1837 года — Свешной переулок.

## Примечательные здания и сооружения
- Сквер на углу Коломенской улицы

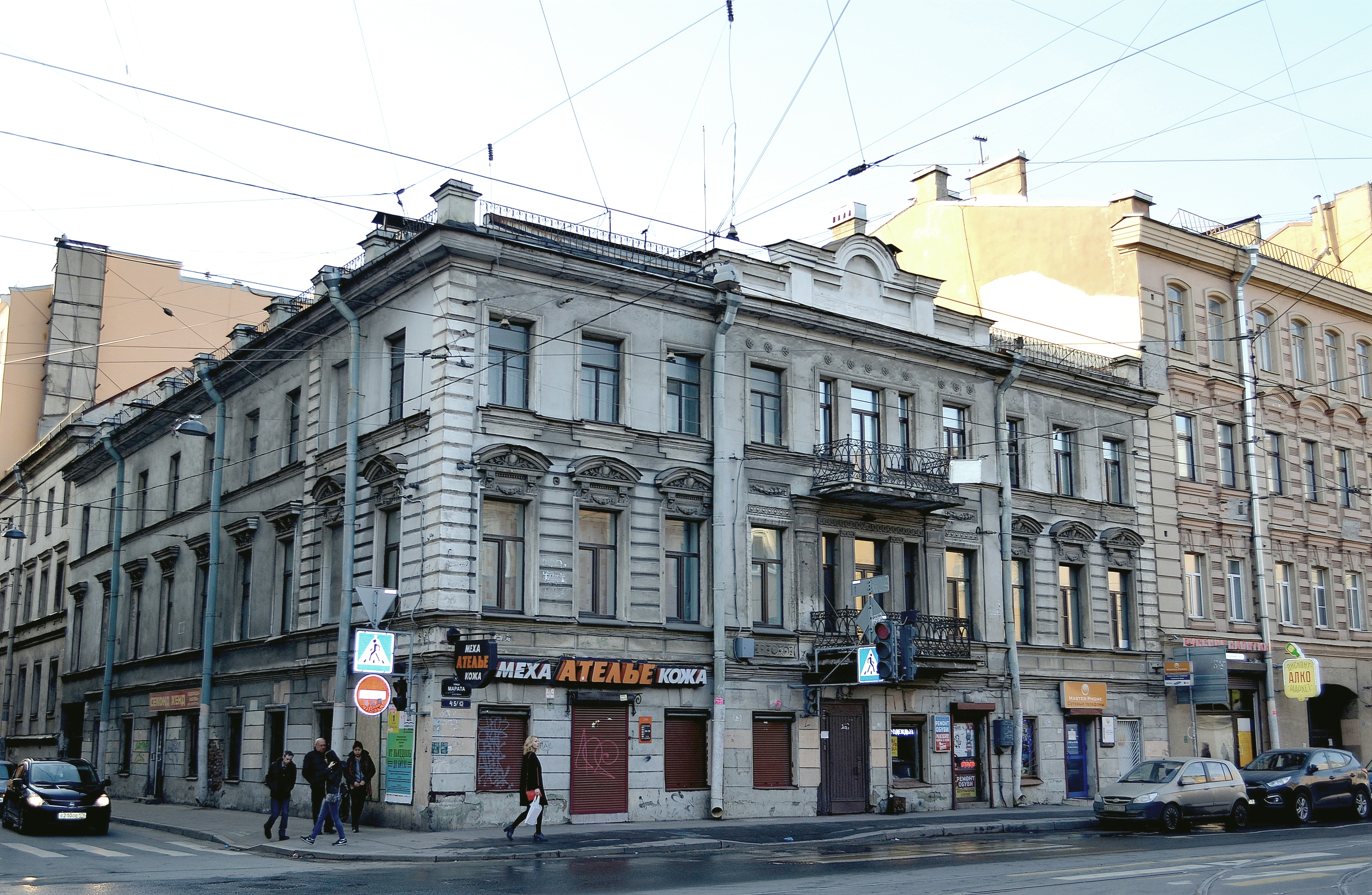
Дом Дементьевых (первая четверть XIX в.)

- Вентиляционный киоск шахты № 523 Правобережной линии метрополитена
- Дом № 12 (улица Марата, 45) — дом Дементьевых, был построен в 1 четв. XIX в., в был 1838 г. расширен и надстроен арх. М. Е. Ерлыковым, в 1896 г. фасад перестроил арх. А. А. Докушевский.  7831976000
- Дом № 27 (Лиговский проспект, 91) — доходный дом А. Л. Сагалова, 1910 г., арх. А. Л. Лишневский.  7830790000

## Транспорт
Трамвай: маршруты 16, 25, 49